# بيلاش كوفاتش
بيلاش كوفاتش (بالمجرية: Kovács Balázs)‏ هو منافس ألعاب قوى مجري، ولد في 14 يونيو 1977.

## وصلات خارجية
- بيلاش كوفاتش على موقع الاتحاد الدولي لألعاب القوى (الإنجليزية)
- بيلاش كوفاتش على موقع أوليمبيديا (الإنجليزية)
- بيلاش كوفاتش على موقع اللجنة الأولمبية المجرية (الهنغارية)